# Bors, Canton de Baignes-Sainte-Radegonde
Bors (Canton de Baignes-Sainte-Radegonde) är en kommun i departementet Charente i regionen Nouvelle-Aquitaine i västra Frankrike. Kommunen ligger  i kantonen Baignes-Sainte-Radegonde som ligger i arrondissementet Cognac. År 2022 hade Bors (Canton de Baignes-Sainte-Radegonde) 118 invånare.

## Befolkningsutveckling
Antalet invånare i kommunen Bors (Canton de Baignes-Sainte-Radegonde)
Referens:INSEE